# Myrmeleon (Myrmeleon) sticticus
Myrmeleon (Myrmeleon) sticticus is een insect uit de familie van de mierenleeuwen (Myrmeleontidae), die tot de orde netvleugeligen (Neuroptera) behoort. 
Myrmeleon (Myrmeleon) sticticus is voor het eerst wetenschappelijk beschreven door Blanchard in Blanchard & Brullé in 1845.